# Sturmtruppen
Pour la bande dessinée de Bonvi, voir Sturmtruppen (bande dessinée).
Pour le film italien, voir Le Bataillon en folie.
Les Sturmtruppen (ou Stoßtruppen) furent des unités d'élites, des troupes d'assaut, de l'armée impériale allemande durant la Première Guerre mondiale. Elles furent créées dans l'esprit de la guerre de positions.

## Conditions de leur mise en place
La création d'une unité d'élite par l'état-major allemand fut décidée vers la fin 1914 - début 1915. Ce projet avait pour but de former des soldats spécialement entraînés pour la guerre de position. En effet, au mois de décembre 1914, les belligérants prennent tous conscience qu'ils se sont engagés dans une guerre d'usure. Cependant, seuls les Allemands et les Italiens créent de véritables unités spécialisées dans la guerre de position.
Les Sturmtruppen, utilisées comme fer de lance d'un assaut, avaient pour but de prendre les premières lignes ennemies pour créer une « tête de pont » dans la ligne adverse. À la suite de cela, les unités classiques devaient continuer la progression. Les Sturmtruppen étaient donc des troupes de choc équipées en conséquence.

## LesSturmpionniere, embryon des futursSturmtruppen
Lors de l'hiver 1914-1915, les grandes opérations sont terminées en raison de la météo, alors peu propice aux opérations de grand style, mais il continue à y avoir des escarmouches tout au long du front, des coups de main et autres « commandos » envoyés en mission pour récolter des informations chez l'ennemi. Les Allemands, devant ce nouveau genre de guerre, décident de créer une unité d'élite spécialement destinée à ce genre d'opérations, les bataillons de Sturmtruppen. Depuis quelques années déjà, l'armée allemande possédait dans ses rangs des soldats spécialement destinés à la prise d'assaut de points fortifiés et qui s'appelaient des Sturmpioniere. Ces troupes viennent donc du génie (le génie dans l'armée allemande étant les « Pioniere »). Leur création fut décidée pour pouvoir mettre à bien le plan Schlieffen, en effet les Sturmpioniere devaient capturer les forts belges. Cette unité est dotée d'armes différentes de celles de l'infanterie « normale », elle est dotée de lance-flammes, Minenwerfer (sorte de mortier qui sera utilisé plus tard dans les tranchées pour tirer sur celles de l'ennemi) et autres armes de corps à corps. Certains soldats étaient même dotés d’arbalètes pouvant servir de lance-grenades rudimentaire. Ainsi des troupes de chocs étaient présentes dès le début de la guerre et leurs armes comme leur existence étaient inconnues chez les Alliés. Un des premiers hauts faits des Sturmpionniere est la prise du village fortifié de Maixe en Lorraine le 22 août par le 2e bataillon du 23e régiment d’infanterie bavarois avec l'aide de Handgranatentruppen (grenadiers). Assez vite, une unité d'assaut à part est créée, le Flammenwerferabteilung (section de lance-flammes) sous la direction du commandant Reddeman, pompier dans le civil. Cette troupe est composée de 48 volontaires. Ainsi cette unité d'assaut va être engagée dès février 1915.
Peu à peu cependant, la guerre de position oblige l'état-major allemand à créer de nouvelles troupes de choc et bientôt de la simple section à la division, les hommes spécialement destinés aux opérations « commandos » se font de plus en plus courants. Comme unités d'élites connues, on peut citer l'Alpenkorps, un corps spécialement destiné à la guerre en montagne ou encore le bataillon de choc wurtembergeois commandé par un certain Erwin Rommel. Les Allemands par ailleurs vont, contrairement à leurs adversaires, lancer deux divisions d'élite à l'assaut pour capturer les premières lignes, tactique qui sera très utilisée par Ludendorff en 1918. Le 2 mars 1915 marque ainsi la naissance du premier détachement d'assaut (Sturm-Abteilung).

## L'échec de laSturm-Abteilung«Calsow»
Dès l'arrivée de cette nouvelle unité, les officiers allemands demandent un test pour observer sa capacité. Ainsi la Sturm-Abteilung dirigée par le commandant Calsow part dans un premier temps s'entraîner dans les alentours de Cologne. Le détachement d'assaut est composé d'un état-major, de deux compagnies du génie et d'une unité d'artillerie comprenant 20 canons de 37 mm. Lors de ces entraînements, les Allemands testent de nouvelles armes comme le bouclier par exemple ; utilisé dans un premier temps sur les mitrailleuses, les boucliers vont doter certaines unités durant la guerre. On peut noter cette observation faite lors d'un entraînement :
« Un homme très puissant tenait dans sa main gauche deux grands boucliers de protection de mitrailleuses attachés ensemble et dans la main droite, un pic-hachette ».
Mais le poids d'ensemble (18 kg) rend son détenteur peu mobile et le bouclier restera plutôt une arme défensive. La nouvelle unité teste aussi de nouvelles tactiques : ainsi les pionniers travaillent avec les canons de 37 mm ce qui leur permet d'être protégés par les canons si l'artillerie de l'arrière tarde à se mettre en action. Un des principaux problèmes reste celui de la communication entre unités : les postes de radio qui n’en sont qu'à leurs débuts sont encore trop lourds et les bombardements sectionnent assez souvent les lignes téléphoniques. Ainsi il ne reste plus pour transmettre des messages que d'utiliser un messager, la plupart du temps humain bien que parfois des chiens et plus couramment des pigeons soient utilisés.

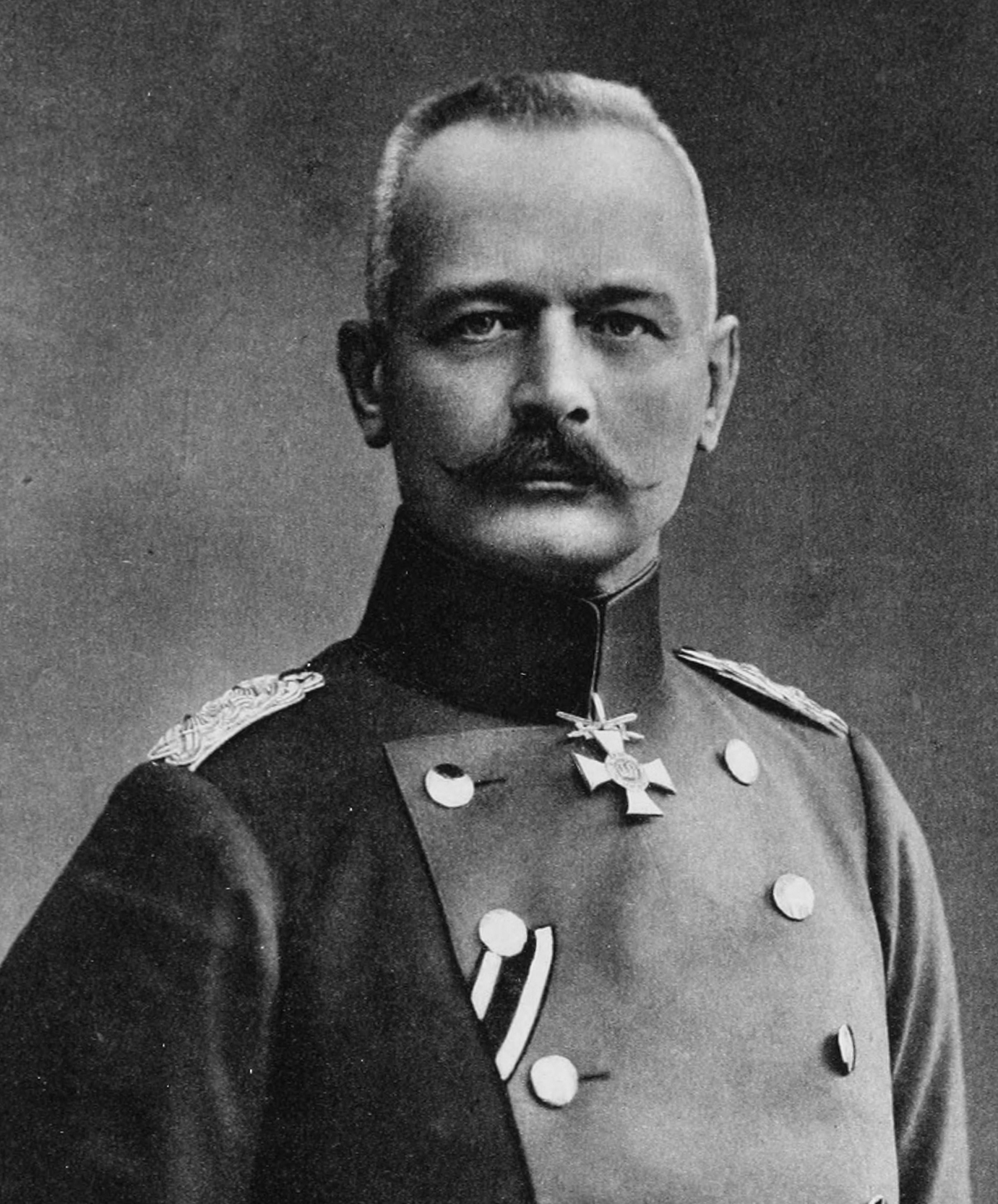
La stratégie de Erich von Falkenhayn n'était pas adaptée à celle des Sturmtruppen.

Finalement après un long entraînement, la Sturm-Abteilung est envoyée le 18 mai au niveau de Douai où elle effectue une opération au profit du groupe d'armée de Lochow. Néanmoins, l'unité ne convainc pas, les troupes d'assaut n'ayant pas été d'une grande utilité selon l'état-major allemand. À la suite de cet échec, le détachement de Calsow est envoyé près de Vimy comme simple renfort de la 16e division d'infanterie. À cet endroit, la Sturm-Abteilung n'effectue aucune action d'envergure, ne faisant pas plus que des travaux destinés à renforcer les lignes de front. De plus, le détachement de canons est retiré de la Sturm-Abteilung. Cependant malgré ces états de faits peu glorieux, la Sturm-Abteilung va pouvoir se distinguer : en effet le 9 juin, Joffre lance une offensive dans l'Artois qui n'avance que de quelques kilomètres dans les lignes ennemies. Mais le 16 juin, l'offensive est réitérée et le 33e corps français avance sensiblement dans les lignes allemandes. L'état-major allemand, pour ralentir cette offensive, demande notamment à la Sturm-Abteilung de Calsow de combattre mais l'unité d'élite est épuisée par les travaux qu'elle a effectués les jours précédents. Néanmoins, les hommes de la section d'assaut contre-attaquent et réussissent à reprendre les tranchées perdues malgré de terribles pertes : 178 hommes et 6 officiers c'est-à-dire 50 % de l'effectif total. Deux jours après, les restes de la Sturm-Abteilung sont relevés. De son côté la section de canonniers sert comme artillerie au 1er régiment bavarois de réserve et la plupart de ses canons seront détruits au cours des combats du mois de juillet.
Ainsi, la Sturm-Abteilung « Calsow » constitue une déception pour le haut commandement allemand qui tient son chef, le major Calsow, pour responsable et le destitue au cours du mois d’août 1915.
Néanmoins, Calsow n'est pas le véritable coupable de l'échec de son unité car ses hommes destinés et entraînés comme des troupes de choc ne servirent que pour de simples travaux à l'arrière du front et sa contre-attaque fut réalisée sans les armes qui leur étaient destinées. La Sturm-Abteilung « Calsow » a été détruite à cause de la stratégie allemande qui est de ne rien lâcher et de faire subir de lourdes pertes à l'ennemi. Ainsi les restes de la Sturm-Abteilung seront envoyés au général Gaede en Alsace comme réserve d'armée où peu à peu ils deviendront la véritable force d'assaut voulue par l'armée allemande.

## La réussite de laSturm-Abteilung«Rohr»

### La reconstruction de laSturm-Abteilung«Calsow»

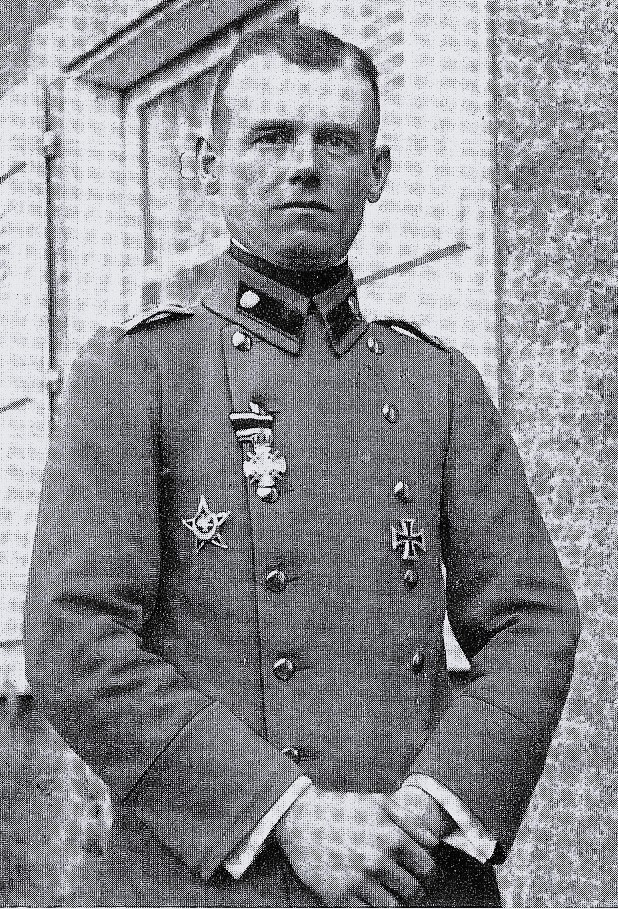
Capitaine Rohr (1917).

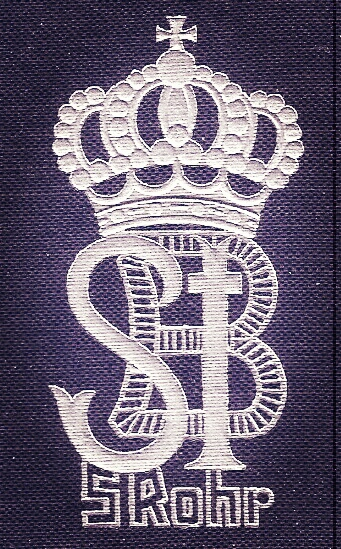

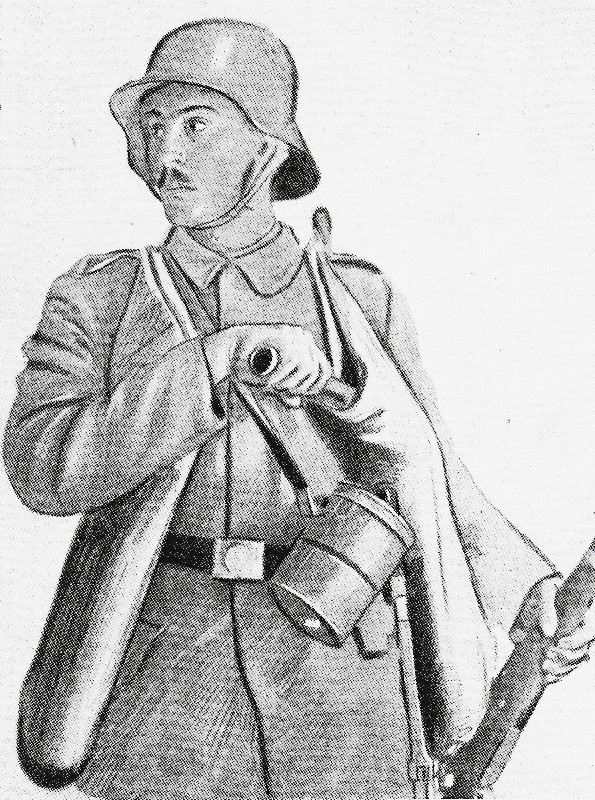
Homme du Bataillon Rohr (Ludwig Dettmann).

Après le fiasco de l'unité du major Calsow, l'armée allemande nomme le capitaine Wilhelm Rohr comme nouveau chef. Ce dernier prend ses fonctions le 8 septembre 1915. Cet officier est très apprécié des créateurs des Sturmtruppen et il poursuit donc l'entraînement de son unité avec une très grande liberté donnée par le général Gaede. Il développe le Gruppe (escouade) qui est l'échelon le plus bas pour une manœuvre. Le capitaine Rohr la crée pour les besoins de la guerre de position. En effet pour qu'un assaut soit réussi, il faut la coopération la plus totale entre les différents échelons de l'armée. Ainsi la Sturm-Abteilung se renforce de nouvelles recrues et dispose de nouvelles armes. L'organisation de la section d'assaut est elle aussi changée, les canons de 76,2 mm remplacent les canons de 37 et un peloton de mitrailleuses vient renforcer l'unité. Rohr veut créer une véritable force d'assaut.
Après un long entraînement, la Sturm-Abteilung « Rohr » est envoyée au front dans les Vosges fin décembre 1915. Dans cette partie du front les combats ont été très rudes, les Français voulant capturer les forêts vosgiennes. Le 21 décembre les chasseurs alpins lancent une offensive sur le Vieil Armand, une montagne d'un peu moins de 1 000 mètres. Les 16 bataillons de chasseurs et d'infanterie français réussissent leur attaque en capturant au passage 3 300 hommes. Mais le lendemain, les Stoßtruppen ainsi que le 8e bataillon de chasseurs de réserve et deux régiments d'infanterie contre-attaquent. Les Allemands réussissent à contourner et à encercler les Français et les Sturmtruppen aidés de leurs lance-flammes réduisent inexorablement les Français à l'image du 152e RI  qui est anéanti. Les Vosges changent de mains pour la sixième fois.
La contre-attaque des Sturmtruppen a cette fois-ci été une grande réussite et ouvre la voie à la création de nouvelles unités du même type. Falkenhayn séduit par ce nouveau type d'unité demande leur présence pour la grande offensive de Verdun. Le haut commandement allemand renforce peu à peu les Stoßtruppen d'unités du génie et de lance-flammes.

### LesSturmtruppenà Verdun
Ainsi donc les Stoßtruppen se retrouvèrent à Verdun avec comme rôle celui de fer de lance de la grande offensive du Kronprinz. Contrairement à ce que dira ce dernier, l'offensive de Verdun avait comme objectif de prendre la ville et non de saigner à blanc l'armée française. La présence des Sturmtruppen l'illustre bien.
Le premier jour de l'attaque, 21 février 1916, les Sturmtruppen font partie de la première vague d'assaut avec la 6e division d'infanterie à Herbebois. Elle avance par petits groupes sous la conduite d'un sous-officier. Après une rude bataille, les Allemands prennent la position mais il apparaît vite que les hommes de Rohr utilisent mal les armes qui sont à leur disposition. Le 25 février, l'unité d'assaut allemande fait partie des troupes qui doivent prendre le fort de Douaumont, mais c'est une 'Stoßtruppe (Troupe d'assaut) du 24e régiment d'infanterie ainsi qu'un détachement brandebourgeois du génie qui capturent le fort sans combat. Ainsi les Sturmtruppen restent  en première ligne ou plus en arrière jusqu'à leur mise au repos début avril. C'est pendant cette période de repos que la Sturm-Abteilung  (Détachement de la tempête) deviendra le Sturmbataillon 5 (Bataillon d'assaut 5). Les nouveaux membres de cette unité sont pour la plupart des hommes appartenant aux divisions qui ont attaqué en première ligne à Verdun.
La composition de la nouvelle unité est donc changée : un état-major, quatre compagnies d'assaut de 210 hommes avec pour chacune une compagnie de 8 à 12 mitrailleuses, un groupe de 4 à 8 lance-flammes, un détachement de Minenwerfer ainsi qu'un groupe de canons d'assaut. Peu après, une cinquième compagnie est incorporée et chacune des compagnies bénéficie d'une deuxième compagnie de mitrailleuses et de huit Minenwerfer. De plus, quatre mitrailleuses MG 08/15 sont fournies à chacune des compagnies et le groupe de canons d'assaut est remplacé par quatre obusiers de montagne de 105 mm. Ainsi nouvellement constitué, le Sturmbataillon continuera à combattre jusqu'en 1917 à Verdun, combattant 70 fois en 1916 et participant à la prise du village de Fleury la même année.
Malgré ces réussites, les Français ne lâchent pas et les Sturmtruppen épuisés par un excès de demandes ne sont jamais en pleine possession de leurs moyens. De plus, le manque d'informations sur les positions adverses et la mauvaise coopération entre les différents échelons du Sturmbataillon ne permettent pas au Stoßtruppen d'être décisifs à Verdun. Néanmoins, Ludendorff, qui remplace Falkenhayn en 1917, est séduit par les faits d'armes des hommes de Rohr et utilisera de nombreuses fois les Sturmtruppen.

## De plus en plus deSturmtruppen

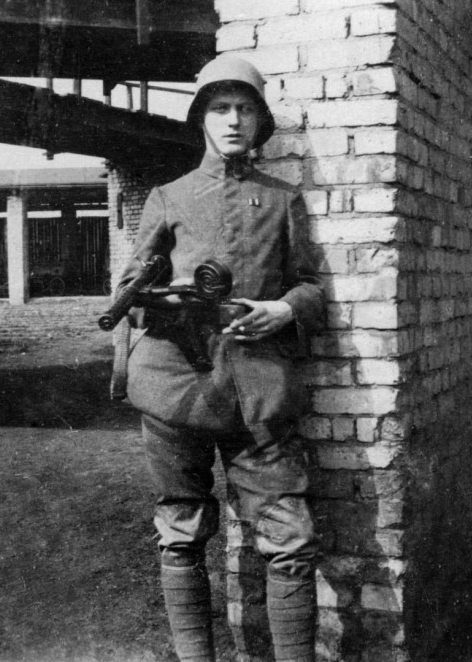
Soldat appartenant aux Sturmtruppen avec son Bergmann MP 18 et un Parabellum P08 au nord de la France durant l'année 1918.

Après sa réussite, la Sturm-Abteilung suscita l'intérêt de Falkenhayn dans un premier temps puis de Ludendorff. Le premier exigea que chaque armée devait envoyer plusieurs officiers suivre l'entraînement des Sturmtruppen. Puis il décide de créer quatre nouvelles unités d'assaut provenant de quatre bataillons de chasseurs. Mais seul le 3e bataillon de chasseurs sera transformé en unité d'assaut, les autres étant peu enthousiasmés par le projet. En juillet 1916, le Jägerbataillon no 3 devient le Sturmbataillon no 3. Peu à peu cette nouvelle unité va voir son effectif se gonfler de volontaires.
À l'arrivée de Ludendorff à la tête de l'armée allemande, les Sturmtruppen vont considérablement augmenter. Ils doivent être adaptés au nouvel esprit offensif de l'Allemagne. Le général en chef allemand voulant une unité d'assaut dans chaque armée. Pour Ludendorff, le front occidental est complètement différent de celui de l'est où il a combattu, mais il réussira à développer une tactique efficace : la défense en profondeur. Selon le général allemand, toute unité, même la plus petite, doit pouvoir contre-attaquer de son propre chef ce qui convient parfaitement aux Stoßtruppen. Les Allemands préparant une offensive en 1917, les unités combattantes sont appelées à faire des exercices en condition de combats, c'est-à-dire à balles réelles. Ludendorff veut changer la tactique destinée aux Sturmtruppen Pour lui ils ne doivent pas seulement servir à de simples contre-attaques mais aussi à percer les lignes ennemies. Ainsi 14 bataillons d'assauts sont formés durant l'hiver 1916-1917 provenant pour la plupart de petites sections d'assaut déjà existantes ainsi qu'un Marine-Sturm-Abteilung (section d'assaut de la marine). Toutes ces unités furent employées sur la plupart des fronts mais surtout sur le front occidental. Ainsi la Sturm-Abteilung Rohr est devenu la référence en manière de Sturmtruppen.
Les SturmBataillon sont numérotés de 1 à 12 puis de 14 à 17 ainsi que le bataillon d'assaut de la marine ainsi que deux SturmKompanien. La plupart de ces unités n'ont pas la dotation de la Sturm-Abteilung Rohr et ne possèdent que deux compagnies d'assaut, une compagnie de mitrailleuses et une compagnie de Minenwerfer. Ainsi les SturmBataillonno 4, 6, 7, 8, 9, 10, 14, 15 et 17 bénéficient de cette dotation, les unités restantes disposant de la dotation théorique. Les deux SturmKompanien (13 et 18), disposent, elles, de trois sections d'infanterie, d'une section de mitrailleuses et d'une section de Minenwerfer. La composition de la section d'assaut de marine est inconnue. Les Sturmtruppen sont pour la plupart formés d'anciens combattants d'infanterie et pour se distinguer de ces derniers prennent le « titre » de Grenadiere (les meilleures troupes allemandes des siècles précédant la Première Guerre mondiale). Cependant les hommes du SturmBataillon no 3 s'appellent les Jäger (chasseur) et les hommes de Rohr les Pioniere. À l'aube de 1918, des divisions entièrement composées de Sturmtruppen apparaissent comme la 101e division qui a reçu un entraînement spécialement axé sur la tactique d'assaut des Sturmtruppen. Ces divisions sont appelées Angriffdivision (Divisions d'attaque).

## Les théâtres d'actions desSturmtruppenà partir de 1916

### La stratégie de combat desSturmtruppen
La tactique mise en œuvre par ces unités est développée par le général allemand Oskar von Hutier qui convenait parfaitement aux Stoßtruppen. Leur méthode de combat repose essentiellement sur l'infiltration à l'intérieur du dispositif adverse.

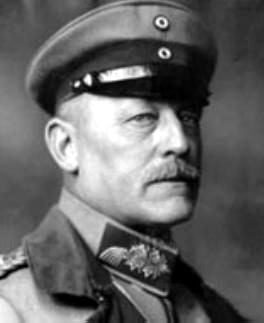
La stratégie d'assaut des Sturmtruppen est tirée de la tactique d'infiltration du général Oskar von Hutier.

Les Sturmtruppen à partir de la mi-1916 vont devenir indissociables des assauts allemands. En effet les Stoßtruppen sont spécialisées pour percer les lignes adverses défendues par des mitrailleuses et des barbelés. Contrairement à Falkenhayn, Ludendorff n'essaye pas de tenir ses positions à tout prix, il prépare des positions pour une éventuelle retraite et cherche à éviter de trop lourdes pertes pour des objectifs peu importants. Les Sturmtruppen qui constituent la première vague d'un assaut se divisent en plusieurs groupes censés réduire au silence et prendre les positions ennemies grâce à leurs armes spécialisées comme les lance-flammes par exemple. La plupart du temps un assaut commence par un bombardement d'artillerie sur les positions ennemies ainsi que sur les fils de fer barbelés, une fois le bombardement terminé, les lance-flammes entrent en action pour liquider le maximum de positions et de soldats ennemis pour que les Stoßtruppen puissent partir à l'assaut et réduire au silence les derniers résistants à coups de gaz, de mitrailleuses ou de Minenwerfer. Bien sûr tout ne se passe pas forcément dans ces conditions mais c'est la tactique que doivent employer les Sturmtruppen. Ainsi dans la Somme, les Stoßtruppen vont parfaitement utiliser la stratégie qui leur convient en attaquant une tranchée anglaise après un long et dur bombardement et capturant 29 hommes (les morts et blessés anglais sont inconnus) et ne perdant pour leur part qu'un homme, blessé. Cette opération est néanmoins une exception.
Une autre opération illustrant bien la stratégie des Sturmtruppenest l'opération Strandfest qui consiste en la reprise d'une tête de pont anglaise sur l'Yser près de Nieuport le 10 juillet 1917. Avec l'aide de 42 batteries de 77 mm et de 105 mm, de 16 obusiers lourds de 150  et   210 mm, de 7 obusiers de siège ainsi que de 10 Minenwerfer et de deux pièces de marine de 240 mm, le Marine-Sturm-Bataillon composé de 300 hommes repousse deux bataillons anglais de la 1st division et capture 1 500 hommes.
Pour le cas d'une division plus fortement dotée de Sturmtruppen que la normale, l'attaque commence par un éclairage des positions adverses, peu après les Sturmkompanien et les lance-flammes essayent d'isoler les points fortifiés en attendant les Minenwerfer et l'infanterie divisionnaire qui se chargera de capturer les positions restantes avant de continuer son attaque (pour ce genre d'attaque, une troupe de choc divisionnaire peut être utilisée). Les Allemands veulent empêcher leur adversaire de réagir efficacement à une attaque et privilégient donc la vitesse dans leurs assauts. Cette tactique sera fortement utilisée en 1917 dans les Flandres. Ainsi le 20 novembre une offensive de 376 chars anglais attaque à la grande surprise des Allemands qui refluent et sont près de lâcher prise mais seront sauvés par l'envoi de renforts en nombre insuffisant. Les Allemands pourront donc reprendre leur position après une contre-attaque menée avec l'aide du SturmBataillon no 3. La rapidité de l'action préconisée par Ludendorff commence à payer et les troupes allemandes liquident en peu de temps les points forts de la position anglaise avec l'aide des Minenwerfer qui tirent sur les objectifs des Allemands. Peu après l'artillerie allemande tire sur les arrières des Anglais, ainsi une compagnie de Sturmtruppen progressant pas à pas nettoie la position d'une Vickers qui empêchait l'avance du 109 RI. Les Anglais sont ainsi obligés de battre en retraite, ce qu'ils font en bon ordre. À l'image de cette bataille ce sont deux stratégies différentes qui s'opposent : celle des Anglais avec l'effet de surprise et la forte utilisation des chars contre celle des Allemands avec un violent bombardement d'artillerie qui permet à l'infanterie spécialisée de s'infiltrer dans les lignes adverses.

### LesSturmtruppensur les autres fronts
Les Sturmtruppen sont aussi présents en Russie où ils participent avec succès à l'offensive du général Oskar von Hutier contre la XIIe armée russe à Riga. Il est à préciser que les Stoßtruppen sont fortement aidés par l'artillerie qui met en place un violent mais bref tir d'artillerie avec l'utilisation de gaz chimiques. Considérablement perturbé, l'adversaire a alors beaucoup de difficultés à réagir. Les Allemands progressent en quelques jours de 13 kilomètres en établissant une tête de pont sur la Dvina. Ce succès est facilité par le mauvais état de l'armée russe qui, depuis la révolution de 1917, ne pense plus à se battre. Ainsi, la victoire ne consacre pas une victoire stratégique des Sturmtruppen.
En Autriche-Hongrie, où les Sturmtruppen sont aussi utilisées, un exemple de la réussite de ces dernières est à mettre à l'actif de Rommel. Le 24 octobre 1917 marque le début de la bataille de Caporetto où l'armée austro-hongroise, appuyée par la XIVe armée allemande comprenant l'Alpenkorps, attaque les Italiens (la IIe armée) sur l'Isonzo. La victoire des Allemands et des Austro-hongrois est notamment due à l'audace de Rommel, le chef du Württembergisches Gebirgsbataillon. Avec trois compagnies de chasseurs et une de mitrailleuses, Rommel soutient l'Alpenkorps qui doit prendre les collines situées à l'Ouest de l'Isonzo. L'unité des wurtembergeois prend la première ligne italienne qui a subi le gazage puis continue sa progression malgré l'ordre de couvrir les flancs de l'attaque. Rommel capture plusieurs centaines de prisonniers et une grande quantité de matériel abandonné par l'ennemi perturbé par l'artillerie. Continuant l'attaque le lendemain, l'unité d'Erwin Rommel surprend par la rapidité d'exécution de sa manœuvre la deuxième ligne italienne qui tombe à son tour. Les Allemands réussissent à repousser une contre-attaque et comptent 1 500 prisonniers. Subissant peu de pertes, les Wurtembergeois continuent leur progression vers le village de Luicco où ils tendent une embuscade à la 4e brigade de Bersaglieri ; ses hommes se rendent en masse (2 000 prisonniers). Le 26 octobre à l'aube, Rommel capture le village de Jevzek notamment car les Italiens, pensant être inférieurs en nombre et encerclés, se rendent (1 000 hommes). Peu à peu néanmoins, la résistance italienne se durcit mais Erwin Rommel ne s'arrête pas là et réussit un coup d'éclat : s'avançant avec quelques hommes brandissant un drapeau blanc près de soldats discutant avec des officiers, il demande aux hommes de se rendre. La brigade de Salerne se rend, abattant un de ses officiers qui leur ordonnait de combattre. Plus de 2 700 hommes sont faits prisonniers avec la reddition de la 2e brigade. La réussite de Rommel est due au peu de motivation des Italiens, ces derniers ne soutenant pas la guerre contrairement aux Français ou aux Anglais. Néanmoins après la défaite de Caporetto et la perte de 300 000 hommes, un véritable engouement national va surgir en Italie pour lutter contre les Allemands et les Austro-hongrois. Cette victoire augmente considérablement la popularité de Rommel et des troupes d'assaut allemandes. Ces derniers ont capturé 150 officiers, 9 000 soldats et 81 canons. Les Allemands perdant 6 tués et 30 blessés. À la suite de cela Rommel est promu capitaine et Ludendorff est conforté dans sa pensée que les Sturmtruppen peuvent être décisifs au cours d'une offensive. Ainsi Ludendorff les utilisera beaucoup pour ses offensives de 1917-1918 pour obtenir la victoire avant l'arrivée des américains.

### LesSturmtruppenlors des offensives de 1918
Grâce à la signature de la paix de Brest-Litovsk, les Allemands peuvent ramener les troupes du front de l'est à l'ouest, ce qui permet à Ludendorff de préparer une offensive censée battre les Alliés. En novembre 1917, les Allemands possèdent 150 divisions et au mois de mars 1918, 192. L'état-major allemand souhaite pouvoir emporter la victoire grâce à cette nouvelle méthode de combat. Ludendorff insiste beaucoup sur l'importance de l'artillerie en général et des gaz en particulier pour pouvoir mener à bien une offensive. Le bombardement doit être bref mais précis et détruire les organes vitaux de l'adversaire pour permettre aux Sturmtruppen de progresser dans les lignes adverses en réduisant les points de résistance encore intacts. Les divisions allemandes étaient envoyées en arrière pour s'entraîner en conditions réelles avant la grande offensive. Ces entraînements sont aussi indispensables pour les nouvelles recrues n'ayant pas l'expérience du feu et pour les nouvelles divisions venues de Russie qui ne connaissent rien au mode de fonctionnement de la guerre à l'Ouest. Malgré une différence importante de niveau et d'armement entre les divisions, Ludendorff espère encore remporter la victoire grâce à ses troupes d'assaut. Le généralissime allemand pense aussi à tort que Français et Anglais sont trop épuisés pour pouvoir résister à un assaut. Mais ces derniers, conscients de l'imminence d'un assaut, mettent en place une organisation de défense dotée d'une profondeur importante. Pétain, le général en chef français, a ainsi créé une réserve stratégique de 40 divisions prêtes à contre-attaquer en cas d'offensive. De plus, en février 1918, Ludendorff possède 56 unités de Sturmtruppen. Le général en chef français est parfaitement informé de l'existence de ces forces d'assaut, de leur valeur et de la faiblesse des autres unités allemandes, chargées de l'exploitation.

#### La Marne
Le 21 mars 1918 marque le début de la grande offensive allemande. Ludendorff concentre ses troupes en face des Anglais, l'armée française, affaiblie par les mutineries de l'année précédente, ne constitue pas l'objectif principal. Le général allemand veut isoler les Français pour pouvoir signer la paix avec ces derniers. Le plan allemand est d'envelopper les Anglais à partir d'Amiens pour les forcer à se replier vers la côte. À l'aube, plus de 6 500 canons déversent leurs obus sur l'armée anglaise sur un front de 80 kilomètres où se situaient les 3e et 5e armées britanniques. Certains obus sont emplis de gaz asphyxiants et lacrymogènes qui empêchent les Anglais de se servir correctement de leur masque. À 9 h 40, soit quatre heures après le début du bombardement, seules sont visées les tranchées anglaises pour permettre aux Sturmtruppen d'avancer sans trop de pertes au milieu de leurs adversaires désemparés. L'artillerie allemande détruit aussi les batteries anglaises qui ne peuvent plus soutenir l'infanterie. Le Sturmbataillon Rohr évolue ainsi en deux groupes bien distincts au nord et au sud de Saint-Quentin dans de durs combats. Le demi-bataillon « Hoffman » (son chef) est pris à partie par l'aviation. Cependant, ils possèdent quatre chars A7V qui se révèlent malheureusement pour les Sturmtruppen décevants. Les Allemands utilisent ainsi bien plus de chars capturés aux Anglais comme semblent le montrer de nombreux récits[réf. souhaitée]. Bientôt, la quasi-totalité de la première ligne est capturée par les Sturmtruppen qui laissent le soin aux unités les suivant de liquider les points de résistance. Ainsi les Stoßtruppen peuvent continuer leur avance le plus rapidement possible et surprennent les défenseurs de la deuxième ligne britannique. La défense en profondeur préconisée par les Alliés et donc par les Anglais ne fonctionne pas. Les bunkers anglais sont isolés et ne peuvent se défendre mutuellement ce qui facilite grandement les Allemands. Néanmoins, les Anglais se défendent courageusement malgré leur encerclement et leur isolement, obligeant souvent les Allemands à utiliser leurs lance-flammes. Ainsi, un sous-officier allemand[Qui ?] raconte qu'il fut obligé de se rapprocher le plus près possible des Anglais pour pouvoir les attaquer au lance-flammes pendant que d'autres troupes allemandes dirigeaient les tirs des mitrailleurs dans leur direction. En effet, une simple mitrailleuse pouvait entraver l'avance des Allemands. Cependant au soir du 21 mars, la plupart des points fortifiés anglais étaient tombés, souvent en moins de deux heures, ce qui montre l'efficacité de la nouvelle tactique de Ludendorff. En une journée, les Allemands ont énormément progressé, capturant les deux premières lignes anglaises. Continuant leur progression le lendemain, les Sturmtruppen prennent la dernière ligne anglaise incomplète et les Stoßtruppen débouchent sur un territoire non défendu et épargné par les combats. Au cours du mois de mars et du début du mois d'avril, les Allemands ont progressé de près de 65 kilomètres en territoire ennemi. Mais l'arrivée de troupes fraîches sur le front stoppe l'avance allemande. Après la victoire de la cavalerie canadienne et de l'infanterie australienne à Villers-Bretonneux les 4 et 5 avril, les Allemands ne progresseront plus, du moins dans le cadre de l'opération Michael.

#### La Lys
Cinq jours plus tard, Ludendorff, décidé à obtenir la victoire le plus vite possible, attaque sur la Lys entre Béthune et Ypres. L'opération Georgette, dont les résultats seront bien moindres que l'opération Michael, et l'arrivée de renforts alliés vont permettre de soutenir les troupes anglo-portugaises. Le 25 avril, le général en chef tente une nouvelle offensive et les Allemands chassent les Français du mont Kemmel avant d'apercevoir au loin Dunkerque et les rives de la mer du Nord. Mais l'offensive s'arrête là. Ludendorff tente néanmoins encore d'attaquer mais, peu à peu, les Sturmtruppen perdent leur efficacité, la meilleure organisation défensive de leurs ennemis les empêche d'obtenir une percée décisive. Et même si les Stoßtruppen réussissent à percer comme lors de l'opération Georgette, l'arrivée de renforts alliés empêche les Allemands d'avancer. Peu à peu les pertes s’alourdissent et les Stumbataillon doivent parfois dissoudre une de leurs compagnies. Comme les autres unités allemandes, les soldats des Sturmbataillon sont très jeunes et n'ont pas l'expérience du feu comme jadis leurs prédécesseurs. L'Allemagne n'a plus de réserves humaines.

#### Friedensturm
Néanmoins, le 27 mai sur le Chemin des Dames, les Sturmtruppen réussissent leur dernier glorieux fait d'armes. Ludendorff veut par cette offensive menacer directement Paris. L'assaut est une réussite, grâce à un bombardement terrible et précis ; les Sturmtruppen progressent sans problèmes parmi les tranchées adverses. Ainsi, quatre divisions alliées situées sur le front sont décimées. 
Le principal responsable de l'échec de la défense française est le général Duchêne, qui s'attache à une défense en première ligne, se plaçant alors en opposition avec son supérieur, Pétain, partisan d'une défense dans la profondeur du dispositif. Les Allemands capturent intacts les ponts situés sur l'Aisne. Le 31 mai les Allemands sont à Château-Thierry où ils sont arrêtés par les troupes françaises et américaines. Ludendorff tente alors une ultime offensive le 15 juillet à Reims, la Friedensturm est suspendue. Le Sturmbataillon no 5 et le Garde-Kavallerie-Schützen-Division (division de fusiliers de cavalerie de la garde), une nouvelle unité de Sturmtruppen constituent le fer de lance d'une offensive qui se solde par un cuisant échec. Grâce à l'action du corps-franc de l'adjudant Darnand, les Alliés, informés de l'offensive allemande, déplacent leurs pièces d'artillerie. Ainsi les canons allemands tirent sur des positions abandonnées par les Alliés, tandis que de leur côté les batteries françaises écrasent la première ligne allemande, causant ainsi l'échec de l'opération. Les Français effectuent alors une contre-attaque symbolisée par l'utilisation d'une noria de chars Renault. Le Sturmbataillon no 5 tentera sans succès de rétablir le front. Du mois d'août jusqu'au 11 novembre, les alliés sous le commandement de Foch lancent de nombreuses offensives sur différents points du front obligeant les Allemands à se replier et les Sturmtruppen se doivent d'effectuer des tâches défensives pour lesquelles les hommes ne sont pas entraînés. Les pertes des Sturmtruppen s’aggravent mais les Sturmbataillon restants couvriront avec plus ou moins de succès le retrait des troupes allemandes, tentant parfois de petites contre-attaques. Le 11 novembre 1918, l'armistice est signé, Ludendorff a abandonné ses fonctions et les Sturmtruppen vont peu à peu disparaître de l'armée allemande.

## Les autres unités spéciales
Au cours de la Première Guerre mondiale, les Sturmtruppen ne furent pas les seules unités d'élite, certaines de ces unités combattent avec les Stoßtruppen sans néanmoins avoir la même tactique ou les mêmes armes. De plus en plus d'unités créent des petits groupes d'artillerie censés soutenir l'infanterie, les Geschütz-Batterien (batterie de canons d'infanterie). Elles servent à soutenir les fantassins lors des attaques comme les Minenwerfer doivent le faire avec les Sturmtruppen. Certaines de ces unités servent d'auxiliaires aux Sturmbataillon existants. Les Stoßtruppen sont aussi fortement aidés dans leurs assauts par les unités de lance-flammes très utiles pour réduire les bunkers et autres points fortifiés. Peu à peu, ces unités se font plus nombreuses à l'image du Flammenwerfer-Abteilung Reddeman (la première unité de lance-flammes) qui devient en avril 1916 régiment du génie de réserve de la garde (Garde-Reserve-Pionier-Regiment). Ce régiment est composé d'un état-major, de trois bataillons à quatre compagnies, d'un détachement d'expérimentation et d'une unité d'instruction et de dépôt. Cette unité appartient à l'OHL et peut être utilisée partout sur le front. Chacune des compagnies est dotée de 30  à   40 lance-flammes portatifs et de 12  à   15 appareils lourds. En tout cette unité combat 653 fois durant la guerre : 32 attaques en 1915, 160 en 1916, 165 en 1917 et 296 en 1918.

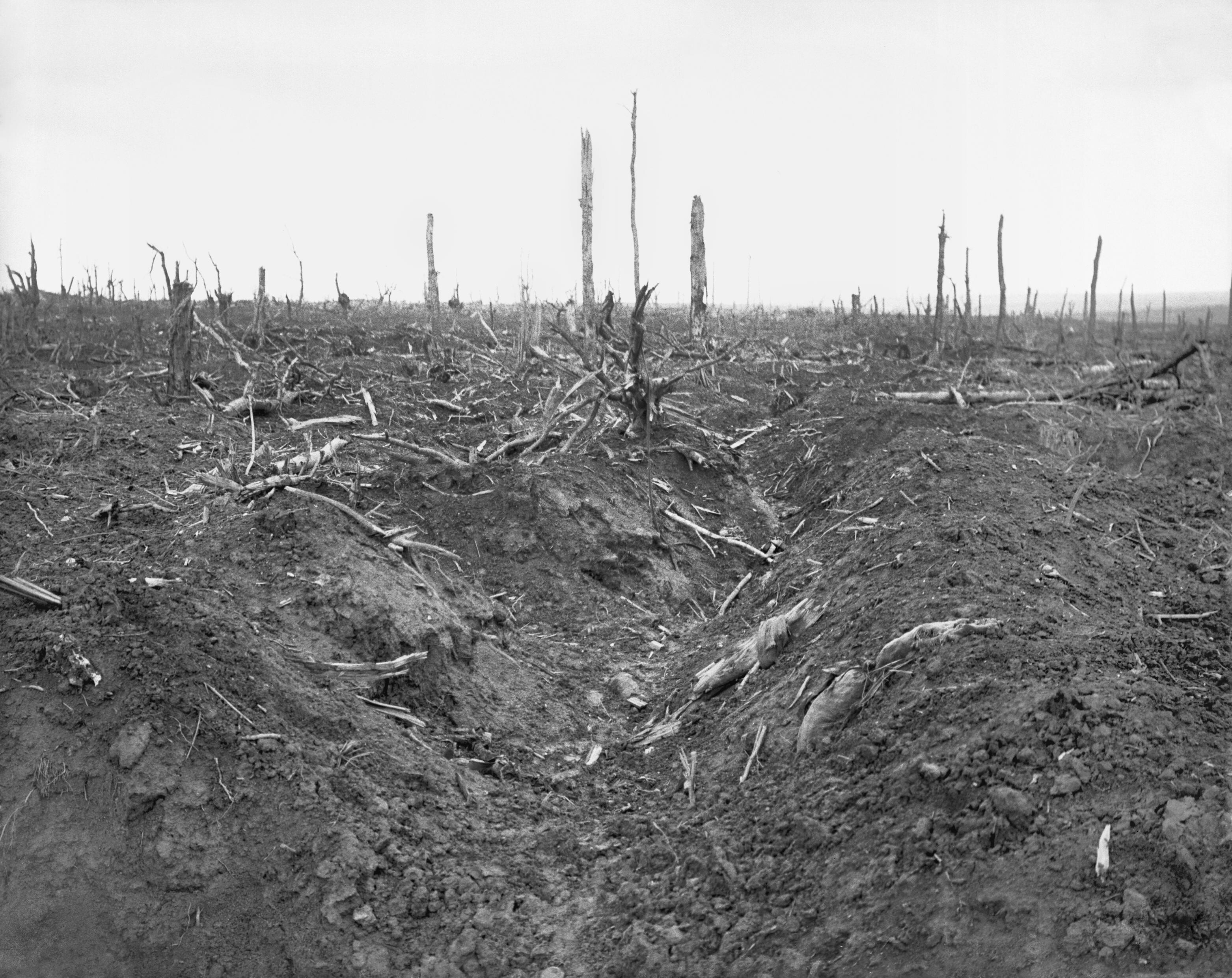
Même si les Stoßtruppen furent absents de la bataille de la Somme, d'autres troupes d'élite participèrent à cette bataille.

Le génie possède lui aussi des unités adaptées à la guerre de tranchées, la pose de barbelés, la pose de lignes téléphoniques et autres tâches dangereuses. Ludendorff ordonne ainsi que chaque division possède son unité du génie (souvent un bataillon). Le bataillon du génie est encadré d'une unité de projecteurs (une section) et d'une compagnie de Minenwerfer (quatre pièces lourdes et huit moyennes). Les Allemands développent aussi des unités de mitrailleuses, très utiles dans la guerre de position et chacune des armées en possèdent. Les Allemands créent deux unités de mitrailleuses, le Musketen-Bataillon constitué de trois compagnies de 164 hommes et 30 mitrailleuses Madsen. Les trois unités de « mousquetaires » combattent en Champagne où elles sont utilisées avec succès mais sont annihilées lors de la bataille de la Somme. Pour les remplacer, les Allemands créent des Maschinengewehr-Scharfschützen-Abteilungen (section de tireurs d'élite à la mitrailleuse). Ces unités sont composées de compagnies à 85 soldats avec six mitrailleuses, pour la plupart des MG-08. 152 compagnies seront créées durant la guerre. La plupart du temps trois compagnies appartiennent à une abteilung et appuient les offensives même si parfois les compagnies de mitrailleuses reviennent à leur stratégie de base c’est-à-dire la défensive. À partir de 1918, certaines unités de mitrailleuses sont dotées de canons antichars de 57 mm.
En plus de toutes ces unités d'élites, il existe aussi une autre unité « spéciale » composée de fantassins, l'Alpenkorps, mais qui est spécialisée dans la guerre en montagne. Cependant, cette division (contrairement à ce que son nom laisse croire, ce n'est pas un corps) participe aussi à de grandes offensives comme à Verdun. La dotation en armes de cette unité est à peu près la même que pour les Sturmtruppen, elle possède des unités de mitrailleuses ainsi que des sections de Minenwerfer.
Ainsi les Allemands ont déployé une panoplie de troupes d'élite devant servir les besoins de la guerre de tranchées et pouvant être employées comme fer de lance des offensives de masse.

## Bilan
Au cours de la guerre, les Sturmtruppen furent une solution que les Allemands trouvèrent pour s'adapter au nouveau genre de conflit qu'est la Première Guerre mondiale. Malgré cela, la réussite de ces troupes d'assauts fut partielle. Ainsi, avec le développement à partir de 1917 des unités d'assaut, ces dernières devinrent les unités attendues par le haut-commandement allemand mais, avec l'année 1918 et le début des offensives de masse, les Stoßtruppen (Stoßt=Poussez=Push, truppen=troupes)  devinrent moins utiles et moins décisives. La principale réussite des unités de Sturmtruppen (Sturm=Tempête) se trouvait dans l'instruction. En effet, par leur expérience et leur haut niveau d'entraînement, les hommes des Sturm-Abteilungen (Détachement de la tempête)  s'avérèrent être de très bons instructeurs. C'est d'ailleurs ce déséquilibre entre les unités fortement entraînées et disposant d'un potentiel de combat très élevé et les autres unités, cantonnées dans des travaux défensifs et ne pouvant prendre part efficacement aux grandes offensives qui empêcha l'armée allemande d'emporter la victoire en 1918[réf. nécessaire]. Les Allemands étaient trop dépendants des unités d'assauts. De plus, la faiblesse matérielle de l'armée impériale était énorme. Les soldats étaient obligés de se déplacer à cheval ou à pied alors que les Alliés disposaient d'un grand nombre de camions. Il en est de même pour les canons qui n'étaient pas assez nombreux pour remplir la dotation théorique d'une unité. Toutes ces faiblesses retombèrent en partie sur les Sturmtruppen, obligées de se déplacer et manquant du soutien de l'artillerie pourtant indispensable pour que leur assaut réussisse. Malgré les percées qui ont réussi comme lors de la deuxième bataille de la Marne, les Allemands ont été bloqués face à un ennemi envoyant des renforts en grande quantité et, peu à peu, ces échecs ont frappé le moral des hommes des Sturm-Abteilungen qui se posaient des questions sur l'utilité de leurs assauts. Les Allemands se sont sûrement trompés en pensant que quelques bataillons mieux entraînés pouvaient emporter la victoire face à une armée entière. Malgré cela, quelques officiers allemands pensaient le contraire de ce que pensait Ludendorff à l'image du général Fritz von Below :

« Laissez l'offensive et revenez à un rétrécissement du front autant que nécessaire ; consacrez toute l'année 1918 à construire des chars et au printemps 1919 avec plusieurs compagnies de chars, effectuez une percée jusqu'aux côtes de la Manche. »

C'est aussi le refus de la plupart des généraux allemands de construire en grande quantité des chars qui causa la perte de l'Allemagne. Elle s'en est souvenue en 1940 en lançant des offensives massives de chars pour obtenir la percée et progresser en laissant à l'infanterie le soin de nettoyer les points de résistance restants, comme l'avaient fait les Sturmtruppen lors de la Première Guerre mondiale mais à pied.